# Коты (Львовская область)
Коты́ (укр. Коти) — село в Яворовской городской общине Яворовского района Львовской области Украины.
Население по переписи 2001 года составляло 870 человек. Занимает площадь 0,909 км². Почтовый индекс — 81017. Телефонный код — 3259.